# Kalibanteng Kidul
Kalibanteng Kidul is een bestuurslaag in het regentschap Semarang van de provincie Midden-Java, Indonesië. Kalibanteng Kidul telt 5730 inwoners (volkstelling 2010).